# ウィンスロー・ホーマー
ウィンスロー・ホーマー（Winslow Homer、1836年2月24日 - 1910年9月29日）は、19世紀のアメリカ合衆国を代表する画家。身辺の生活や自然を描くのを得意とした。とりわけアメリカ写実主義の旗手の一人として知られる。

## 経歴
1835年、マサチューセッツ州ボストンに生まれる。3兄弟の2番目。
ボストンで版画職人の見習いをした後、1859年、ニューヨークに出てスタジオを開き、画家の仕事を始めた。南北戦争の間は、週刊誌『ハーパーズ・ウィークリー』の挿絵画家として北軍の陸軍に従って戦場を巡り、多くの戦争の情景を描いた。
戦争が終わった後、1867年にフランスを旅し、農村に住んで農民の姿を描いたバルビゾン派の画家に影響を受けた。アメリカに戻った後、特に1870年代は農村の風景や農民の姿を描いた。1881年から1882年はイギリスを訪れ、北海に面するイングランド北東部のタイン・アンド・ウィアの町カラーコーツで過ごした。ホーマーは海岸の絵を多く描くようになり、評価が高い。

## 主要作品
※各作品は、邦題（日本語タイトル）を確認できるものはそれを見出し語にしている。英題（英語タイトル）は分かる限り書き添える。見出し語がラテン文字表記の場合、特に断りの無い限り英題である。ホーマーはアメリカを本拠とするアメリカ人画家であるから、英題を原題と考えるが、なかには英題が確認できない作品もある。
- The War for the Union, 1862 - A Bayonet Charge

1862年。木版画。戦争画。平版印刷工見習い時代の作品。『ハーパーズ・ウィークリー』誌上掲載の挿絵。南北戦争の北軍を描いたもので、ベイオネットチャージ (Bayonet Charge) を直訳すれば「銃剣突撃」で、銃剣による突撃戦法をいう。■下に画像あり
- クリケット・ゲーム　（英題）A Game of Croquet 　[* 1]

1864年の作。画布、油彩画。クリケットのゲームに興じる2人の貴婦人を描く。イェール大学アートギャラリー所蔵。
- クリケット・シーン　（英題）Croquet Scene

1864年の作。画布、油彩画。『クリケット・ゲーム』の2人を全く同じ様子で描き、そこに貴婦人1人・紳士1人を描き加えている。シカゴ美術館所蔵。■下に画像あり
- ホワイト山地を描く画家たち　（英題）Artists Sketching in the White Mountains

1868年。木板、油彩画。ニューハンプシャー州にあるホワイト山地の風景を描く画家達を描いた作品。制作背景については「ホワイト山地」内の当該セクションに詳説あり。ポートランド・ミュージアム・オブ・アート所蔵。■下に画像あり
- 朝の鐘　（英題）The Morning Bell 　[* 2]

1871年。画布、油彩画。イェール大学アートギャラリー所蔵。
- カントリースクール　（英題）The Country School 　[* 3][1]

1871年。画布、油彩画。ニューイングランドはキャッツキルの素朴な学び舎の、教室と先生と子供達を描く。セントルイス美術館所蔵。
- 鞭打ち　（英題）Snap the Whip

1872年。画布、油彩画。南北戦争の戦後復興期も早7年目を迎えた夏、都会でレコンストラクションが盛んに取り沙汰されているさなか、古き良きアメリカの長閑な田舎の光景は、取り残されたようにハドソンバレーの村にあった。ハーレー小学校の男子児童達は、赤煉瓦の小校舎の前の草原でみんなして手をつないで元気にゲームを楽しんでいる。少年達が作る視線導線の先には女子児童達や先生と思しき大人達もいる。バトラー・インスティテュート・オブ・アメリカン・アート所蔵。
- グロスター港　（英題）Gloucester Harbor 　[* 4]

1873年。画布、油彩画。海洋アート（海洋画）。マサチューセッツ州の都市グロスターの港湾の夕景、凪いだ港湾内を手漕ぎボートがゆく。中景には大小数隻の帆船が見える。「グロスター (マサチューセッツ州)#絵画と版画」も参照のこと（■画像もあり）。エニッド・アンド・クロスビー・ケンパー財団 (Enid and Crosby Kemper Foundation) 旧蔵・寄贈、ネルソン・アトキンス美術館所蔵。
- 二枚貝の篭　（英題）A Basket of Clams

1873年。網目漉き紙、水彩画。『グロスター港』と同じ時期に同じ港で描かれた数枚のうちの1枚。10代半ばの男の子2人が力を合わせて重そうな木桶を運んでいる。木桶にはたくさんのクラム（小型食用二枚貝）が入っているでのあろう。日差しは強く、白砂の浜に男の子達が落とす影は濃い。中景に横たわる小型帆船も存在感があり、並立する2本のマストは立ち姿の子供達とシンクロしている。アーサー・アルツシュール旧蔵・寄贈、メトロポリタン美術館所蔵。■下にも画像あり
- 牧草地の少年たち　（英題）Boys in a Pasture 　[* 6]

1874年。画布、油彩画。広々とした牧草地の真ん中に腰を下ろした2人の少年。ボストン美術館所蔵。
- 風が強まる　（英題）Breezing Up

1873-1876年の作。画布、油彩画。海洋アート（海洋画）。画家本人による原題は "A Fair Wind "。ワシントンD.C.のナショナル・ギャラリー所蔵。■下にも画像あり
- ひばりの歌　（英題）Song of the Lark 　[* 7]

1876年。画布、油彩画。クライスラー美術館所蔵。
- A Visit from the Old Mistress　- 1876年。画布、油彩画。スミソニアン・アメリカ美術館（英語版）所蔵。
- 濃霧警報　（英題）The Fog Warning

1885年。画布、油彩画。海洋アート（海洋画）。ボストン美術館所蔵。■下にも画像あり
- 八点鐘　（英題）Eight Bells

1886年。画布、油彩画。アディスン・ギャラリー・オブ・アメリカン・アート所蔵。■下にも画像あり
- 夏の夜　（英題）Summer Night　（仏題）Nuit d'été 　[* 8]

1890年。画布、油彩画。オルセー美術館所蔵。
- Rowing Home

1890年。紙、水彩画。海洋アート（海洋画）。油彩画法ウェット・オン・ウェットの使用例。フィリップス・コレクション収蔵。■下に画像あり
- そり乗り　（英題）Sleigh Ride 　[* 9]

1893年。画布、油彩画。クラーク・アート・インスティテュート所蔵。
- キツネ狩り　（英題）The Fox Hunt

1893年。画布、油彩画。動物画。ペンシルベニア美術アカデミー所蔵。■下にも画像あり
- Moonlight, Wood Island Light 　[* 10]

1894年。画布、油彩画。メトロポリタン美術館所蔵。
- メキシコ湾流　（英題）The Gulf Stream

1899年。画布、油彩画。海洋アート（海洋画）。メトロポリタン美術館所蔵。■下にも画像あり
- ハリケーンの後、バハマ　（英題）After the Hurricane, Bahamas

1899年。水彩画。海洋アート（海洋画）。シカゴ美術館所蔵。■下に画像あり
- West Point, Prout's Neck 　[* 11]

1900年。画布、油彩画。故郷プラウツネックの波寄せる海岸を描く。クラーク・アート・インスティテュート所蔵。
- 右と左　（英題）Right and Left

最晩年にあたる1909年の作。画布、油彩画。ワシントンD.C.のナショナル・ギャラリー所蔵。■下にも画像あり

## ギャラリー

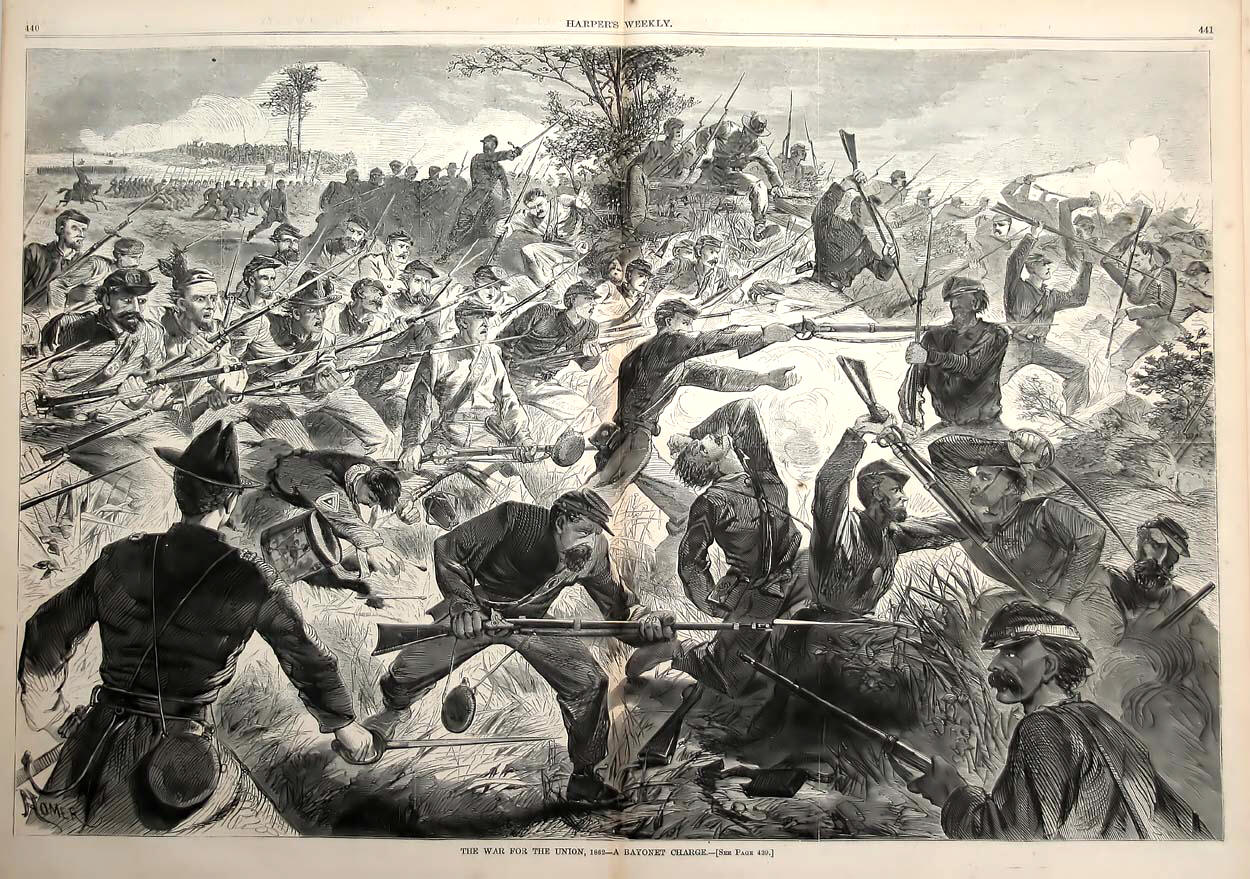
"The War for the Union, 1862 - A Bayonet Charge "／1862年。木版画、挿絵。
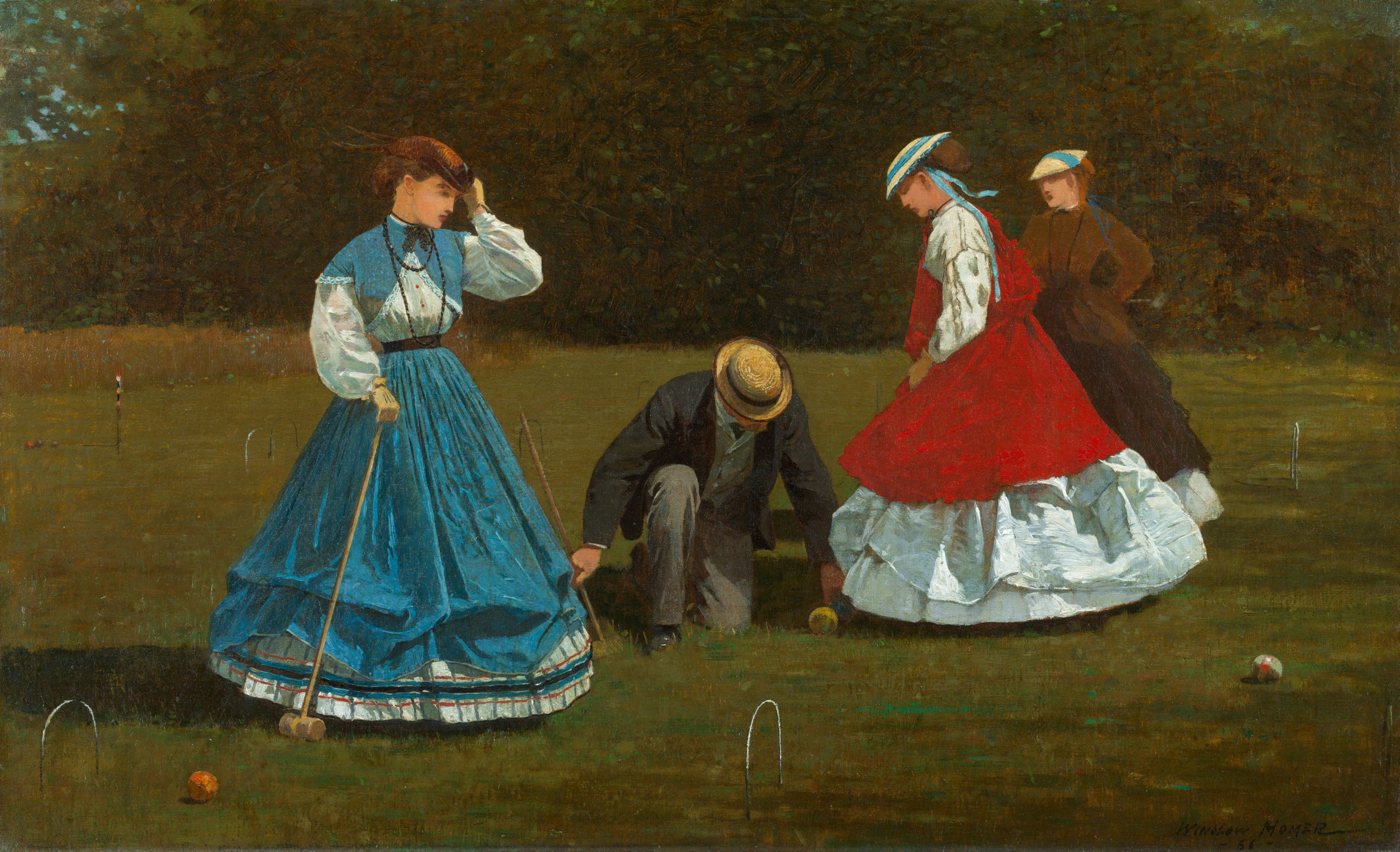
『クリケット・シーン』／1864年。シカゴ美術館所蔵。
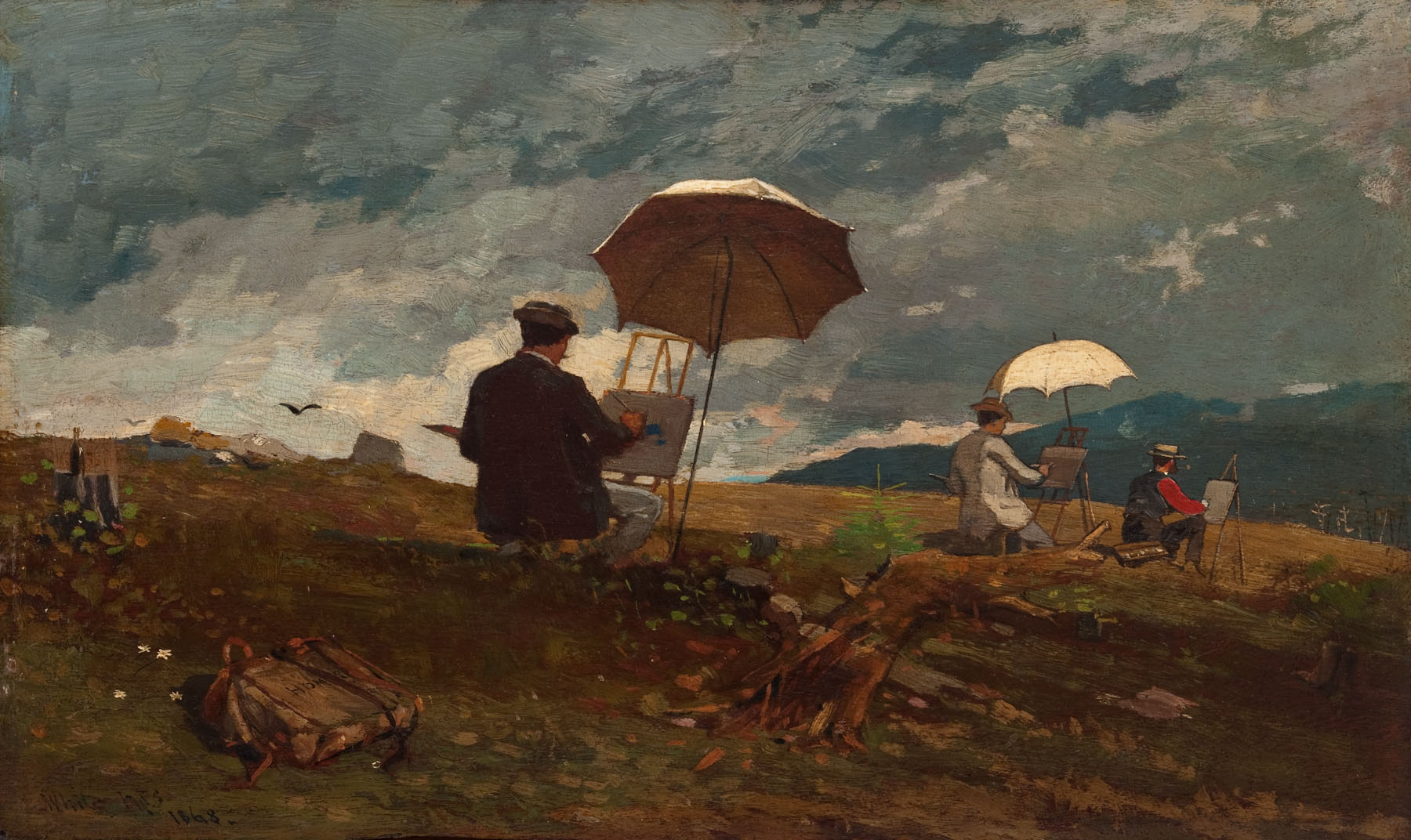
『ホワイト山地を描く画家たち』／1868年。ポートランド・ミュージアム・オブ・アート（英語版）所蔵。
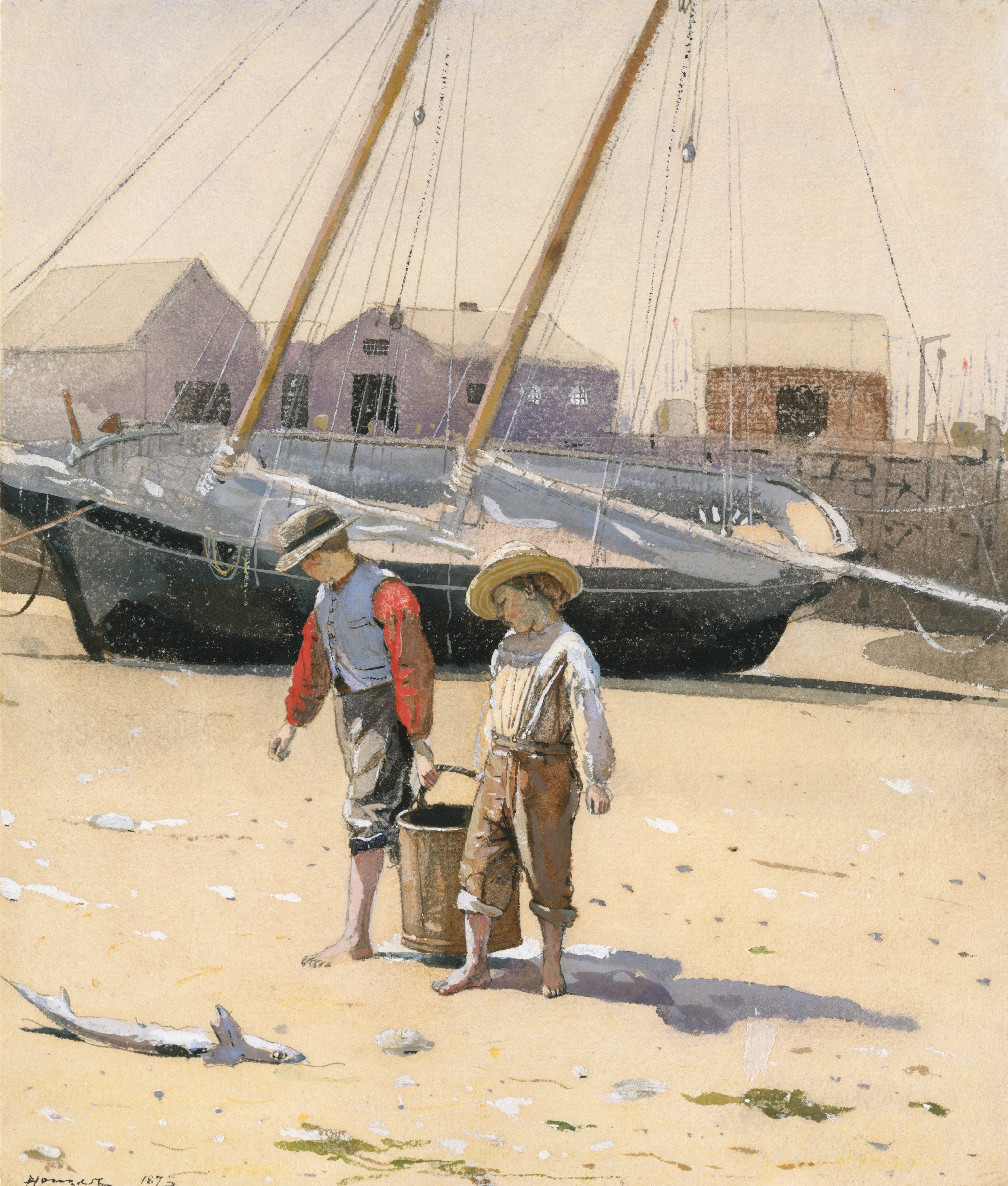
『二枚貝の篭（英語版）』／1873年。メトロポリタン美術館所蔵。
『風が強まる（英語版）』／1876年。ワシントンD.C.のナショナル・ギャラリー所蔵。
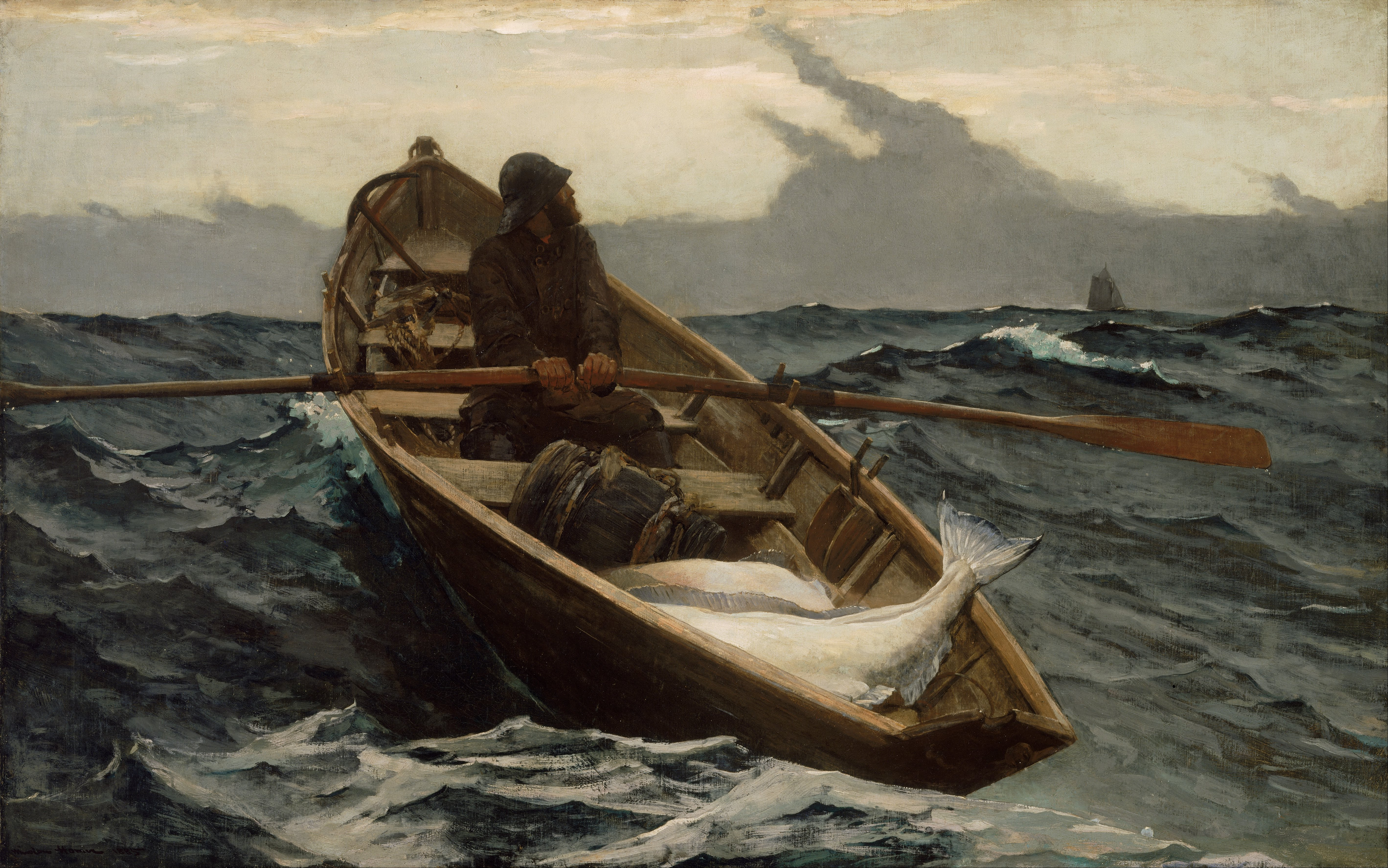
『濃霧警報（英語版）』／1885年。 ボストン美術館所蔵。
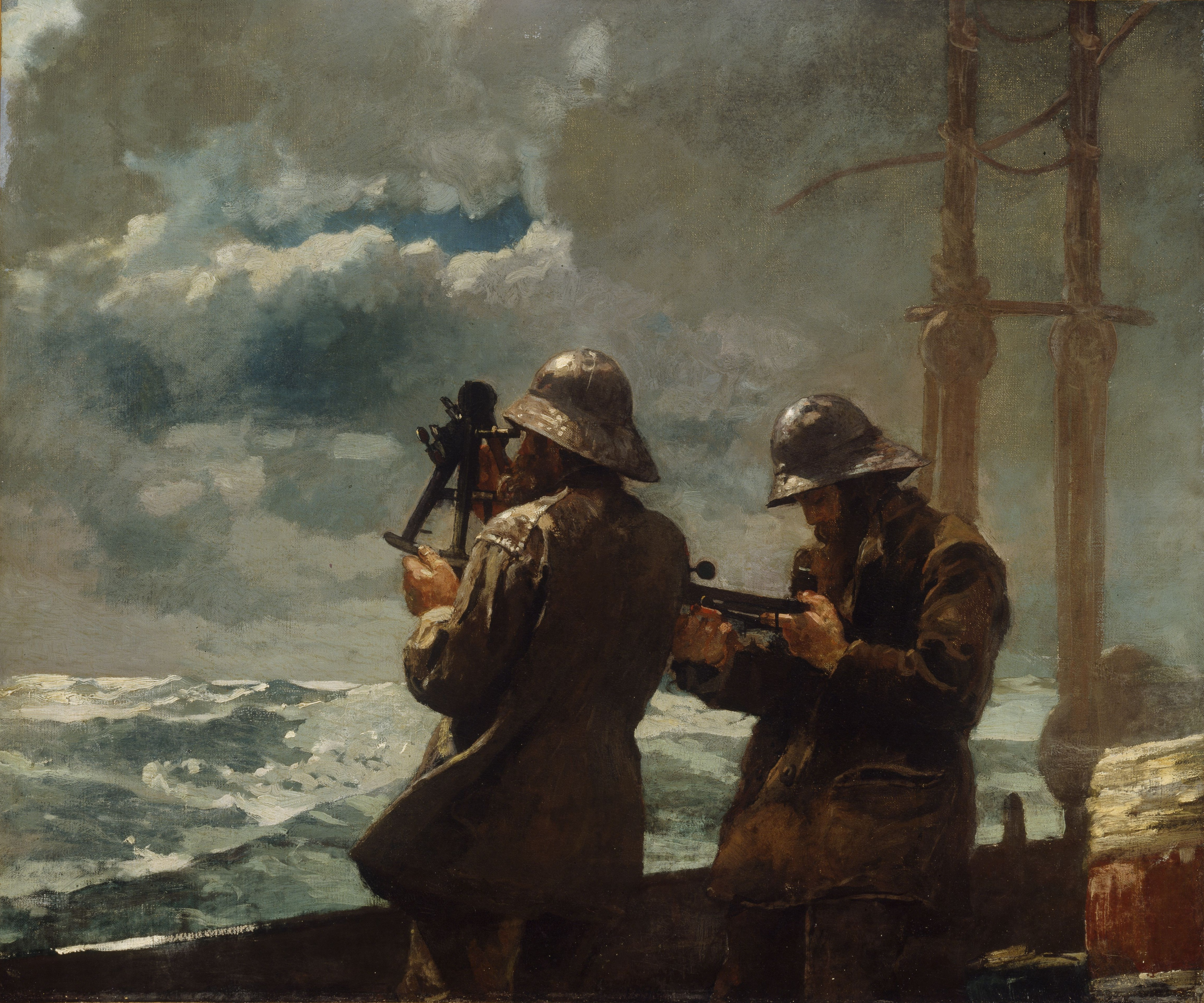
『八点鐘』／1886年。アディスン・ギャラリー・オブ・アメリカン・アート（英語版）所蔵。
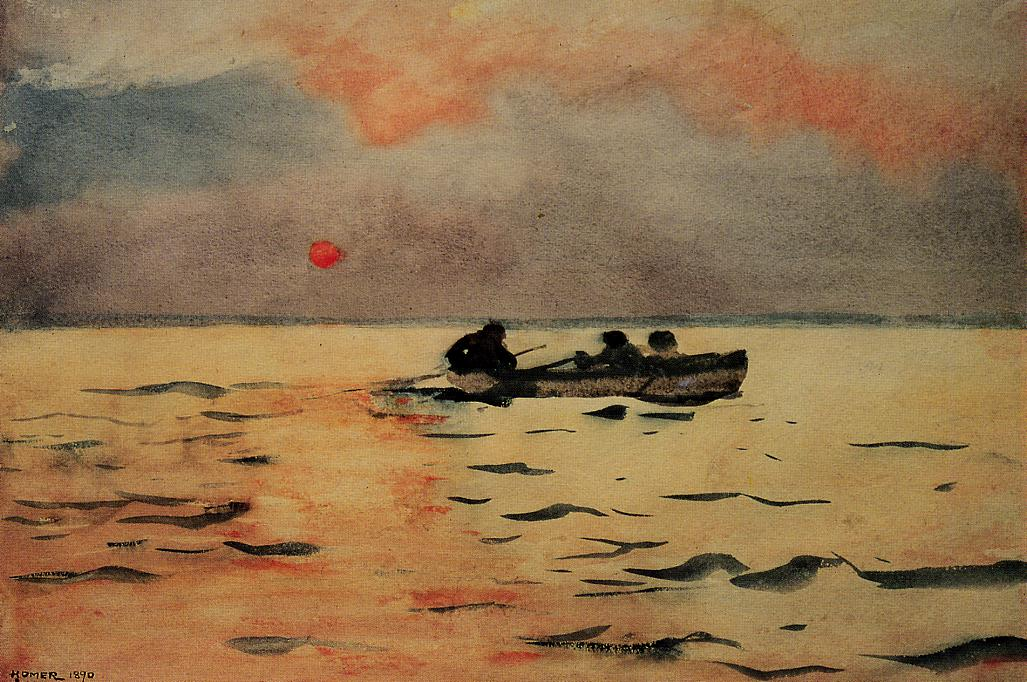
"Rowing Home "／1890年。フィリップス・コレクション所蔵。
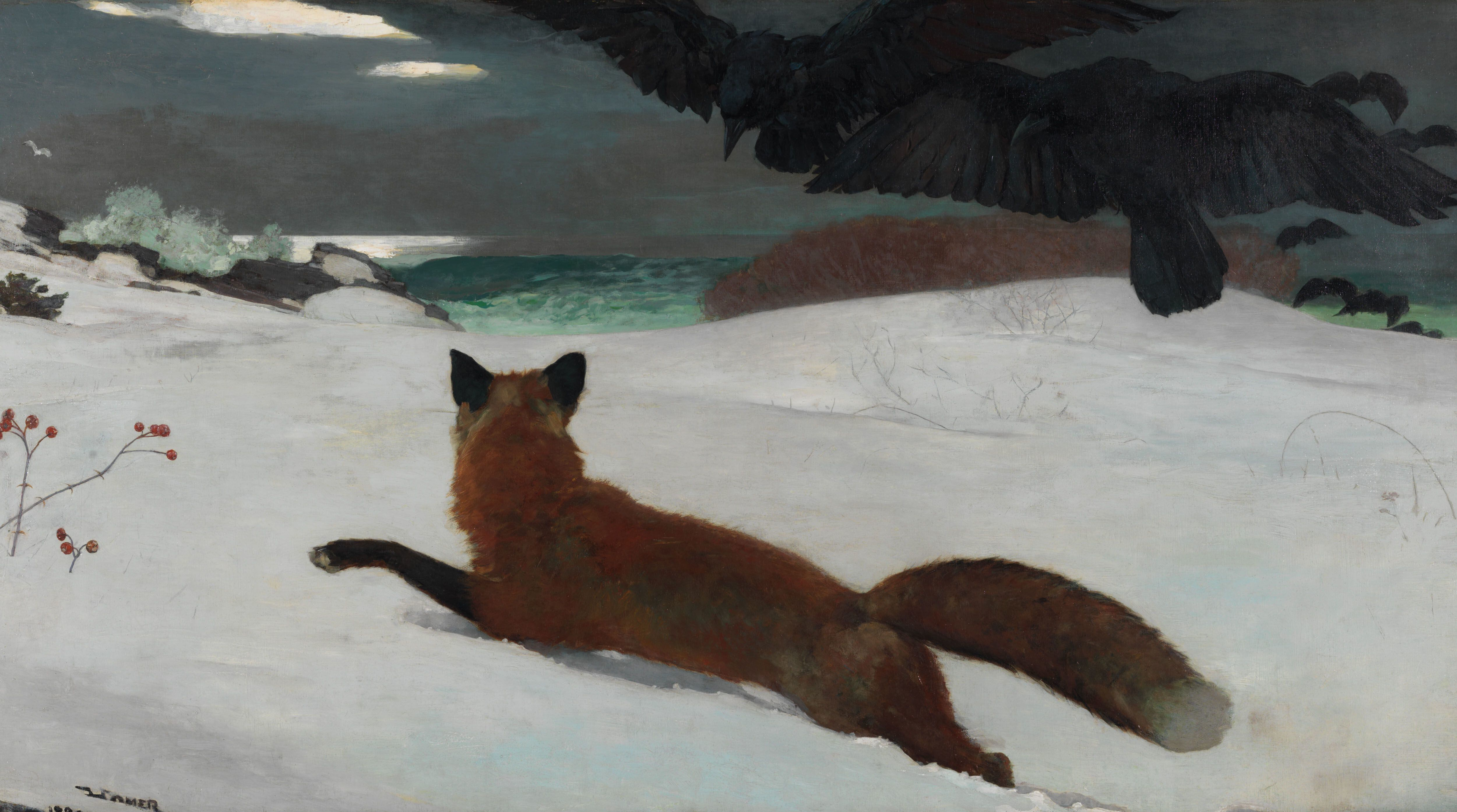
『キツネ狩り』／1893年。ペンシルベニア美術アカデミー所蔵。
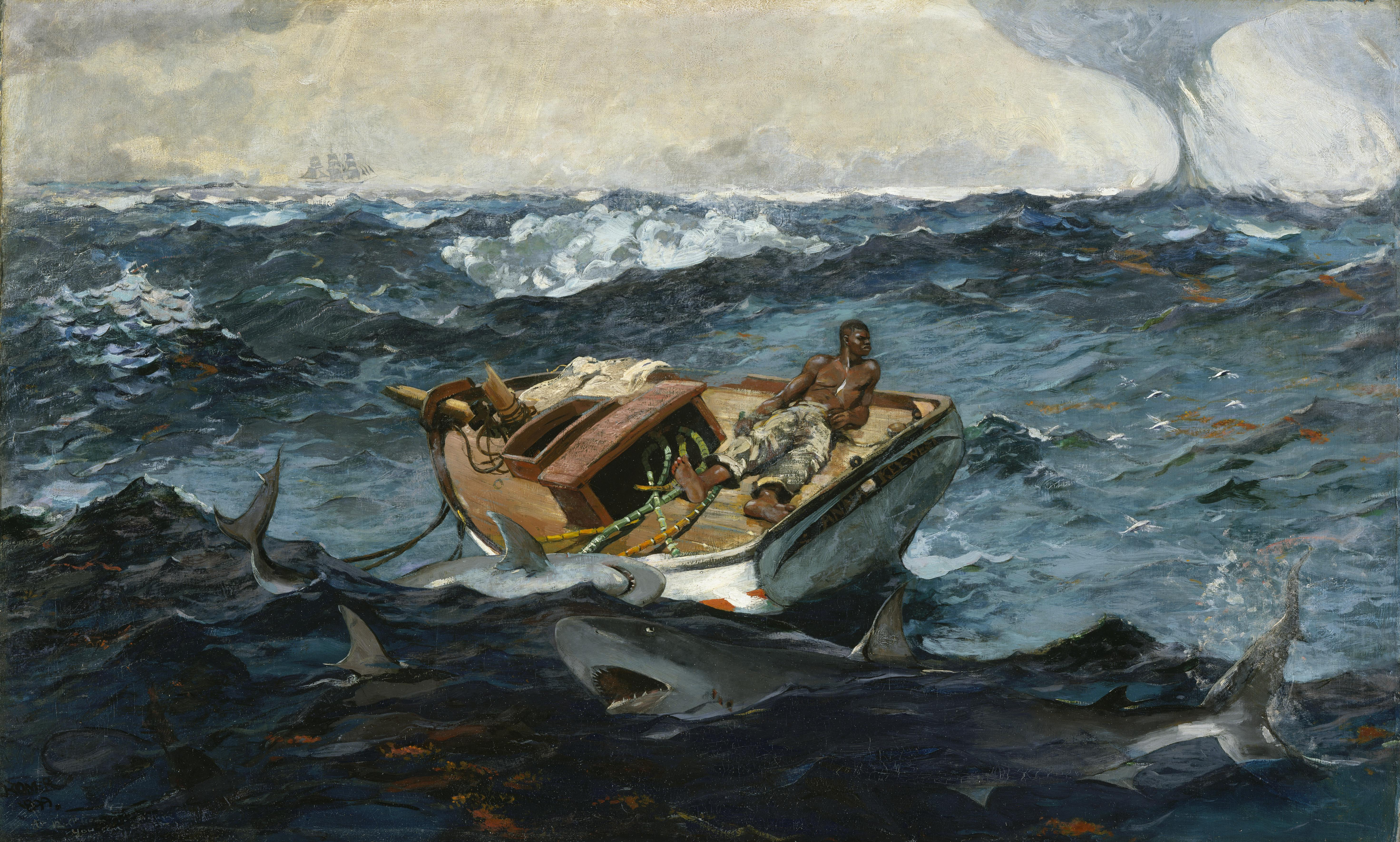
『メキシコ湾流』／1899年。メトロポリタン美術館所蔵。
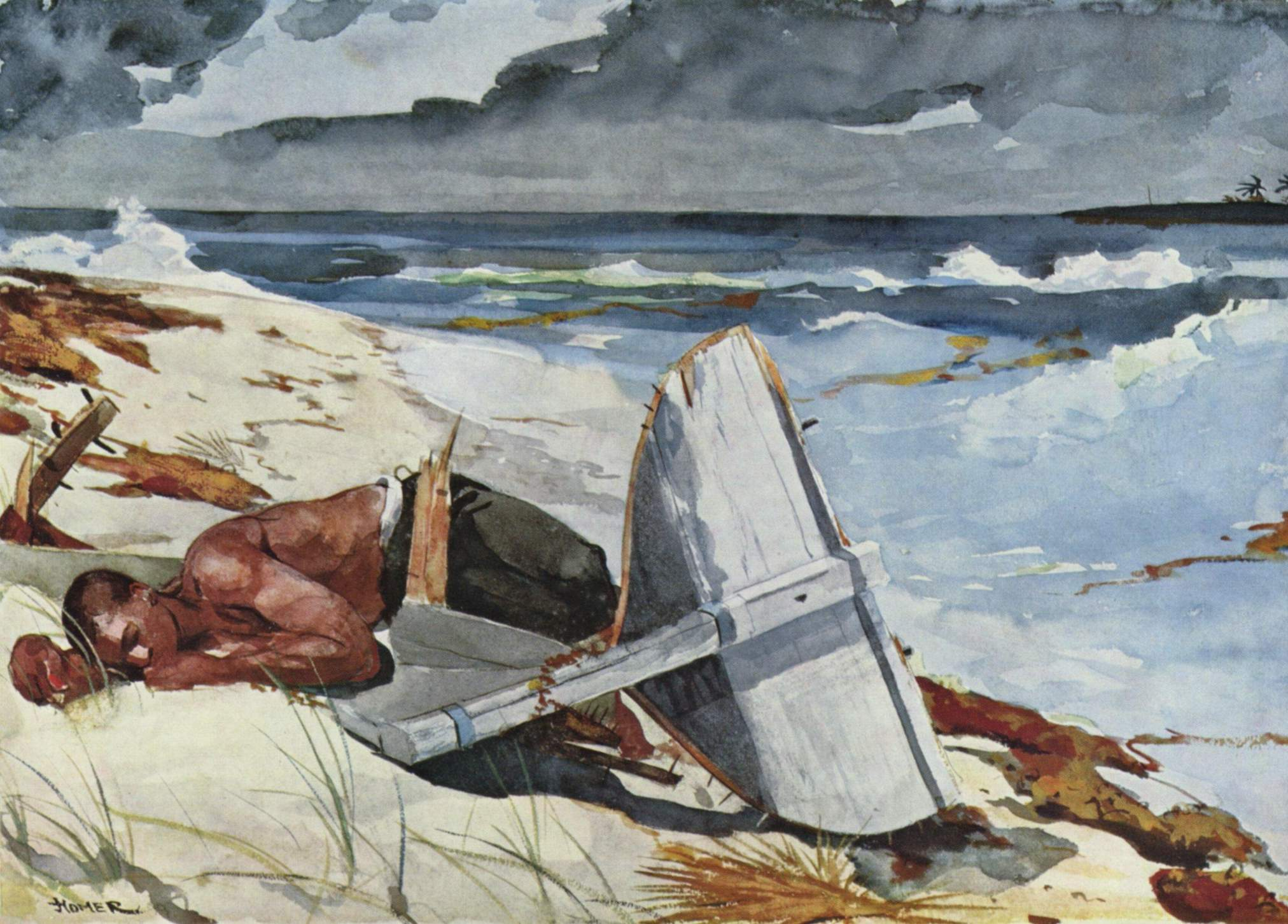
『ハリケーンの後、バハマ』／1899年。シカゴ美術館所蔵。
『右と左』／1909年。ワシントンD.C.のナショナル・ギャラリー所蔵。